# 金沢村田製作所
株式会社金沢村田製作所（かなざわむらたせいさくしょ）は、石川県白山市に本社を置く企業。村田製作所グループの子会社のひとつである。

## 概要
主に携帯電話で使われる表面波フィルタ、高周波部品等の生産をおこなっている。

## 沿革
- 1984年8月7日 - 会社設立
- 1985年7月 - 操業開始
- 1988年10月 - 株式会社金沢電子製作所を吸収合併、西金沢工場として開設。
- 2008年7月25日 - 仙台工場を開設。
- 2017年10月13日 - 能美工場を開設。
- 2021年7月1日 - 仙台工場を株式会社仙台村田製作所に新設分割[1]。

## 所在地
金沢事業所
〒920-2101　石川県白山市曽谷町チ18番地
能美工場
〒929-0101　石川県能美市赤井町は86番地1

## 閉鎖した工場
西金沢工場
〒921-8055　石川県金沢市西金沢新町134番地